# Kiss Gergely Máté
Kiss Gergely Máté (Debrecen, 1980. augusztus 14. –) Jászai Mari-díjas magyar színművész, bábművész.

## Életpályája
A színészettel a Debreceni Egyetemi Színpadon ismerkedett meg, később a KonzervArtaudrium Színházi Műhelyben dolgozott. 2004–2008 között a debreceni Vojtina Bábszínház tagja volt. 2008–2019 között a Csokonai Színház színésze volt. 2013–2016 között a Színház- és Filmművészeti Egyetem drámainstruktor szakos hallgatója volt. 2019. POSZT, Külön díj, legjobb férfi színész. 2019–2021 között a Vígszínház tagja volt. 2021-től ismét a Csokonai Színház színésze.

## Fontosabb színházi szerepei
- William Faulkner – Vecsei H. Miklós: Míg fekszem kiterítve (Szereplő)
- Dosztojevszkij: Idióta (Miskin herceg)
- Anton Pavlovics Csehov: Három nővér (Versinyin Alexandr Ignatyevics, alezredes, tüzérezred parancsnok)
- Győri L. János – Győri Katalin: Menekülők (Lippai Sámuel, a Debreceni Kollégium professzora)
- Kolozsi Angéla: A só (Vilibald, Valentin király)
- Závada Pál: Jadviga párnája (Ondris)
- Kiss Gergely Máté: A jegesmedve (Szereplő) (rendező, író)
- William Shakespeare: Rómeó és Júlia (Mercutio)
- Fenyő Miklós – Tasnádi István: Made in Hungária (Röné, a csókkirály, gitáron)
- Madák Zsuzsanna: Verona, 1301 (Szereplő)
- Fazekas Mihály: Ludas Matyi (Szereplő)
- Mihail Bulgakov: A Mester és Margarita (Hontalan Iván, Bar-Rabban)
- Borbély Szilárd: Akár akárki (Szereplő)
- Nevető antikvitás (Haimón, Kinéziász)
- Szophoklész: Antigoné (Haimón)
- Stanislaw Wyspianski: Novemberi éj (Lelewel, Színházigazgató)
- Arany János - Gimesi Dóra: Rózsa és Ibolya (Szereplő)
- Tóth-Máthé Miklós: A rögöcsei csoda (Nagyszőke Jenő)
- Michael Ende: Momo (Cassiopeia, teknősbéka)
- Weöres Sándor: Holdbeli csónakos (Medvefia, lapp trónörökös)
- Zalán Tibor – Mispál Attila - Antoine de Saint-Exupéry: Kóbor csillag (Szereplő)
- Korngold Erich Wolfgang: A halott város (Szereplő)
- Benedek Elek: Többsincs királyfi (Többsincs királyfi)
- Kodály Zoltán: Háry János (Magyar silbak)
- Nyikolaj Vasziljevics Gogol: A revizor (Artyemij Filippovics Zemljanyika, a közjótékonysági intézmények főgondnoka)
- Upor László: A fából faragott, avagy Pinokkió a porondon (Szereplő)
- F. A. L. (Költő) (rendező)
- Tömöry Márta: A talizmán (Ariszlán)
- Borbély Szilárd: Halotti pompa (Szereplő)
- Marin Držic: Dundo Maroje (Niko, dubrovniki ifjú)
- Szabó Magda: A macskák szerdája (Peidl titkosrendőr)
- Kiss Csaba: Kun László (Őr, Harcos)

## Filmes és televíziós szerepei
- A rögöcsei csoda (2014)
- Kossuth papja (2015)
- Munkaügyek (2016)
- Családi Kör (2019)

## Díjai
- Jászai Mari-díj (2024)[6]